# Кроупа, Властимил
Властимил Кроупа (чеш. Vlastimil Kroupa; 27 апреля 1975, в Мосте, Чехословакия) — бывший чешский хоккеист, защитник. В составе сборной Чехии — бронзовый призёр чемпионата мира 1997 года.

## Биография
Властимил Кроупа начал свою хоккейную карьеру в 1992 году, в клубе «Литвинов». Он долго играл в чешской Экстралиге и НХЛ за «Сан-Хосе Шаркс» и «Нью-Джерси Дэвилз». В сборной Чехии Кроупа был в заявке на чемпионат мира 1997 года, где завоевал бронзовую медаль. Карьеру завершил в 2011 году из-за проблем со спиной.
Жена Кроупы увлекается китайской медициной, благодаря которой ему удалось избавиться от проблем со здоровьем. После этого Кроупа также стал активно заниматься китайской медициной. В настоящее время он преподаёт в чешской школе китайской медицины.

## Достижения
- Бронзовый призёр чемпионата мира 1997
- Бронзовый призёр чемпионата Европы среди юниоров 1993
- Серебряный призёр чешской Экстралиги 2001
- Участник Матча всех звёзд АХЛ 1998

## Статистика
- Чемпионат Чехии — 546 игр, 116 очков (41+75)
- ИХЛ — 226 игр, 100 очков (20+80)
- НХЛ — 125 игр, 26 очков (5+21)
- АХЛ — 91 игра, 42 очка (6+36)
- Чемпионат Германии — 56 игр, 19 очков (6+13)
- Сборная Чехии — 21 игра, 7 очков (1+6)
- Всего за карьеру — 1065 игр, 310 очков (79+231)

## Семья
Властимил Кроупа женат, у них с женой двое сыновей.